# Hontoria de la Cantera
Hontoria de la Cantera es un municipio y localidad española de la provincia de Burgos, en la comunidad autónoma de Castilla y León, comarca de Alfoz de Burgos, partido judicial de Burgos.

## Toponimia
El nombre de Hontoria deriva de la forma Fonteauria, que se encuentra documentada desde 1044, con el significado de fuente de oro o fuente dorada. En la documentación medieval aparece como Hontoria de Suso (Hontoria de arriba), en contraposición a Hontoria de Yuso (o de abajo), actual pago de Anturdioso.  En cuanto al apellido "de la Cantera" es referente a las canteras de extracción de piedra caliza del municipio.
En el censo de Pecheros de Carlos I, de 1528, ya aparece como Hontoria de la Cantera.
En el censo de 1591 aparece como Gontoria de la Cantera y Ontrodia, mientras que en el censo de la Sal de 1631, en los Vecindarios de 1646 y en el censo del conde de Aranda de 1768 aparece como Ontoria de la Cantera. Finalmente, en el censo de Floridablanca de 1787 vuelve a aparecer como Hontoria de la Cantera.

## Geografía
Integrado en la comarca de Alfoz de Burgos, se sitúa a 20 kilómetros de la capital burgalesa. El término municipal está atravesado por la carretera nacional N-234, entre los pK 472 y 475. 
El relieve del municipio está definido por un altiplano por el que discurre el río Hontoria y algunos arroyos. Destacan además las minas de piedra caliza que dan nombre al pueblo. La altitud oscila entre los 1040 metros (cerro Gandral) y los 900 metros al norte, a orillas de un arroyo. El pueblo se alza a 1003 metros sobre el nivel del mar. 

Panorámica

| Noroeste: Revillarruz | Norte: Revillarruz y Los Ausines | Nordeste: Los Ausines                                                       |
| Oeste: Cogollos       |                                  | Este: Los Ausines y Comunidad de Cubillo del Campo y Hontoria de la Cantera |
| Suroeste: Cogollos    | Sur: Madrigal del Monte          | Sureste: Comunidad de Cubillo del Campo y Hontoria de la Cantera            |

## Historia
La información arqueológica sobre los primeros pobladores del actual territorio de Hontoria de la Cantera se remonta de forma mayoritaria a la Prehistoria Reciente, con varios hallazgos líticos realizados en sílex y cuarcita recuperados en diversos emplazamientos del término municipal.
De las paredes de la ermita de Saelices se han recuperado 6 estelas funerarias, que se relacionarían con un poblamiento romano, ya que son de cronología muy antigua, siglo II, y con una marcada epigrafía indígena, por lo que hay que existe la posibilidad de que se tratara de un poblado indígena romanizado. Se encuentran actualmente en el Museo de Burgos.
A través del término municipal y del entramado urbano pasaba una vía romana que comunicaba Numantia (Numancia) con Nova Augusta (Lara de los Infantes) y Segisamone (Sasamón).
Las primeras noticias escritas datan de la Alta Edad Media, perteneciendo el pueblo al Alfoz de Ausin. La primera cita, en este caso recogida en un documento del monasterio de Arlanza, es de 1044, apareciendo como ambas Fonteaurias. En la carta por la que el conde Sancho García y su esposa Urraca fundan el monasterio de Oña en 1011, entre los bienes con los que dotan al cenobio figuran “In foç de Agosin, Ribilla cum sua alfoç (…) et in cubillo et in Ribilla de Campo et in Fontoria, totam nostram portionem, cum integritate”. Este documento parece indicar la existencia de un único núcleo, pero poco después, en un documento de 1044, de donación de Laín González a los monasterios de San Pedro de Arlanza y San Cristóbal de Vallegimeno figura “post óbito meo sit quinta ad Sancti Petri ambas Fonteaurias”.
Dentro del actual término municipal se conoce el emplazamiento de los despoblados de Hontoria de Yuso, ya nombrado, y de Quintanaseca. Durante la Edad Media, el actual núcleo de Hontoria de la Cantera se denominaba Hontoria de Suso, en contraposición al desaparecido Hontoria de Yuso, localizado en el pago “Anturdioso”. Sin embargo en los primeros compases medievales son citados conjuntamente como “ambas Hontorias".
En 1077 el obispo Simeón permuta con el monasterio de Oña varios bienes, momento en que ambas Fontes Aureas pasarán al obispado burgalés.
El monasterio de las Huelgas también tuvo propiedades en Hontoria desde 1194, a partir de la donación por parte de Pedro Rodríguez de Guzmán de propiedades en Revilla del Campo, ambas Hontorias y Quintanaseca. También los monasterios de Santa Apolonia de Los Ausines y Santa María de Bujedo de Juarros tenían algunas propiedades en Hontoria de la Cantera.

En el libro Becerro de las Behetrías (1353) aparece como Fontoria de Suso, integrado en la Merindad de Castro Xeriz (Castrojeriz), al igual que Fontoria de Yuso y Quintana seca: 
Fontoria de Suso.
Este logar es behetría e es de pedro ruyz carriello e han por deviseros a don ñuño e don pedro e a tres fijos de rodrigo perez de villalobos e fernant rodrigues de villalobos e fijos de remir flores de guzman e pedro carriello e juan alfonso carriello e fixos de pedro ruiz carriello Et pedro ruiz carriello e gonzalo alfonso de quintana e su hermano e otros muchos de quien non se acordauan.
Derechos del rey. Dan de martiniega por el rey al castiello de burgos ciento e tres mrs. Dan al adelantado quatro mrs. Dan al cogedor de carta de pago seys mrs. Dan al rey servicios e monedas. Derechos del señor. Dan al señor todo el conzejo por infurcion veynte e cinco mrs. Son sesenta deuiseros. Dan cada año por deuisa a cada vno seys mrs e tercia Et monta esta diuisa doscientos e cinquenta mrs.
En el censo de Pecheros realizado por orden de Carlos I en 1528, figura como Hontoria de la Cantera, en el Partido de Juarros y La Mata, con 72 vecinos pecheros. 
Según el censo de la Sal, de 1631, se denominaba Ontoria de la Cantera, y estaba inscrito en el partido de Burgos, partido de la ciudad de Burgos, perteneciendo éste, a los efectos administrativos correspondientes, al Partido de las Salinas de Castilla la Vieja. 
De acuerdo con los Vecindarios de 1646, Ontoria de la Cantera contaba con 31 vecinos, considerándose vecino al cabeza de familia. 

Según el Diccionario geográfico-Estadístico de España y Portugal, Tomo V, de Sebastián de Miñano  y Bedoya (1826-1829):
HONTORIA DE LA CANTERA, Villa R. de España, provincia y arz. de Burgos, part. de Juarros y la Mata. A. O . , 62 vcc., 256 hab„ 1 parr. muy grande, toda de sillería, de una piedra blanca, dócil, suave y que resiste á todas las intemperies durísimas de este clima; de ella están fabricados los mejores edificios de Burgos. Situadas la mayor parte de las casas sobre peña viva. A distancia de 60 pasos hay una gran fuente que en los tiempos lluviosos arroja el agua por 18 o 20 conductos, y á un tiro de bala da movimiento á un molino. A corto trecho hay una altura de grande elevación que sigue hasta el río Relanza, y aun pasa más adelante. Produce trigo, comuña y demás semillas. Tiene unas 6 o 7 arboledas donde se cogen peras y manzanas. Dista 3 leguas de Burgos, 1 de Cogollos, 3 de Cobarrubias y 3 1/2 de Lerma. Contribuye 1,000 rs.
Durante el periodo histórico del Antiguo Régimen, el municipio se hallaba encuadrado  en el partido de Juarros y La Mata (a veces escrito como Lamata).
A partir de la nueva división territorial de 1833 se incorporó al Partido de Burgos.
 

La descripción que figura en el Diccionario Geográfico-Estadístico-Histórico de España y sus Posesiones de Ultramar, Tomo IX, de Pascual Madoz (1847) es la siguiente:
HONTORIA DE LA CANTERA : v. con ayunt. en la prov., part. jud , dióc , aud. terr. y c. g. de Burgos (3 1/2 leg.): SIT. sobre piedra viva en terreno muy escabroso y CLIMA sano; reina el viento N., y las enfermedades más comunes son las estacionales. Tiene 40 CASAS con la consistorial; escuela de primeras letras concurrida por 20 alumnos de ambos sexos, y dotada con 30 fan. de comuña; una fuente al pie del pueblo, cuya agua es escelentísima; igl. parr . (San Miguel Arcángel), servida por un cura párroco, un teniente y un sacristán ; el curato se provee por el ordinario en hijos patrimoniales; un cementerio construido de piedra, y finalmente, una ermita en no muy buen estado, cerca de la pobl. Confina el TÉRM. N. Ausines; E. Cubillo del Campo, SO. Valdorros , y O. Cogollos : comprende el desp. de Hontoriuso que pertenece al Sr. duque de Hijar. El TERRENO es de mediana calidad, y cruza por él un arroyo llamado de la Puente, que va a incorporarse con el Arlanzon; hay 2 montes bastante poblados, el uno de encinas y se halla tocando al pueblo, y el otro de robles algo más distante y de propiedad del expresado duque. CAMINOS: el que dirige á la sierra, el cual se halla en mal estado: la CORRESPONDENCIA se recibe de Burgos por medio de personas particulares que van á esta v. PROD.: trigo, cebada, legumbres y algunas frutas; ganado lanar, vacuno , yeguar y cabrio; caza de perdices, liebres, lobos y zorros, y pesca de cangrejos, IND.: la agrícola y 3 molinos harineros, POBL. : 40 vec., 127 alm. CAP. PROD.: 641,000 rs. IMP. : 60,632. CONTR.: 3,114 rs. 21 mrs. El PRESUPUESTO MUNICIPAL asciende á 5,000 rs . y se cubre por reparto vecinal.

## Demografía
Hontoria de la Cantera cuenta con una población de 174 habitantes (INE 2024).
| Gráfica de evolución demográfica de Hontoria de la Cantera entre 1842 y 2021 |
| |
| Población de derecho según los censos de población del INE. Población de hecho según los censos de población del INE.En estos censos se denominaba Ontoria de la Cantera: 1877 y 1887. |

## Economía

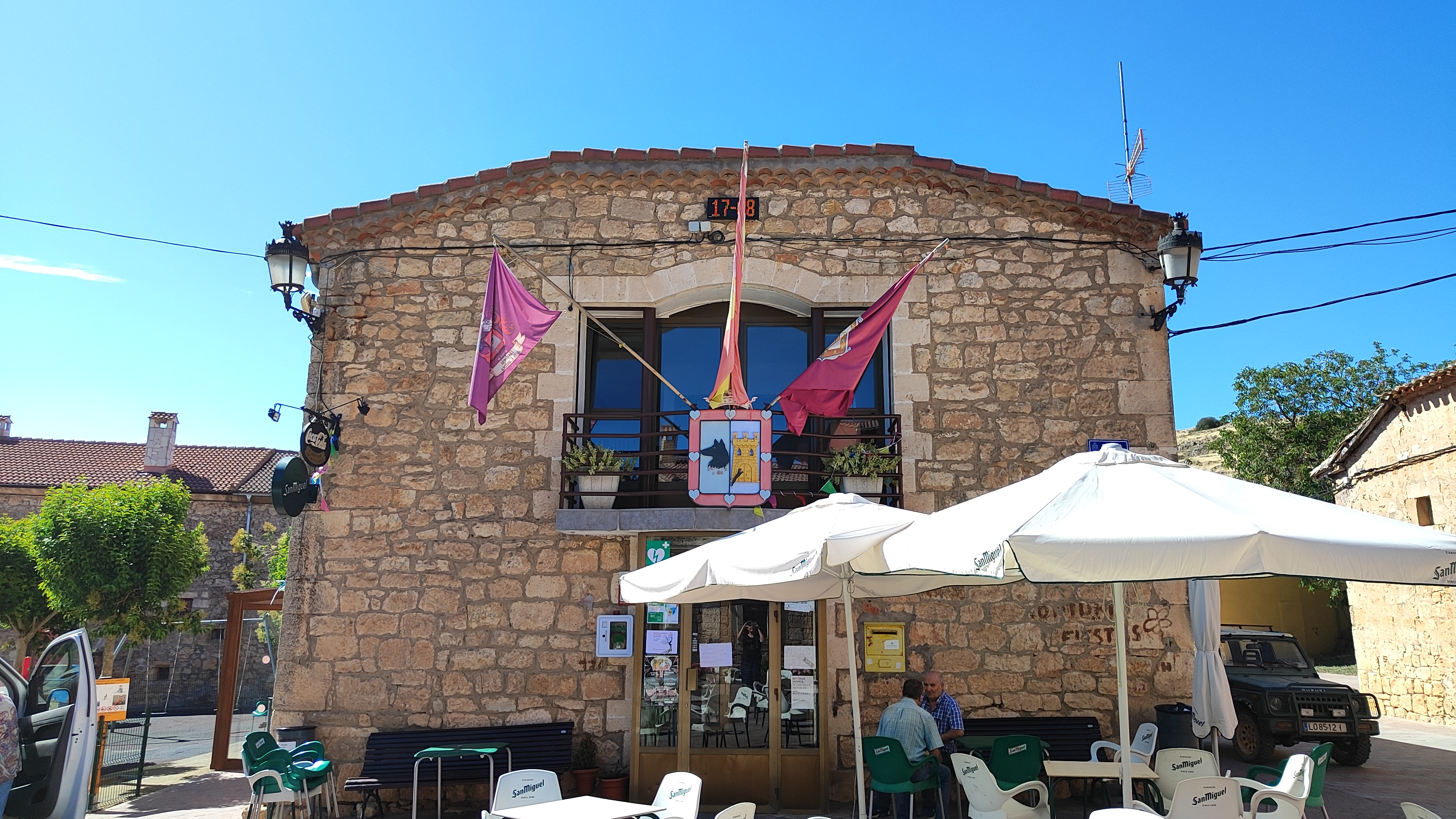
Casa consistorial

Posee una cantera y mina de piedra que se explotó desde principios de la era cristiana. Hontoria de la Cantera tiene canteras de extracción de piedra caliza, al igual que la vecina localidad de Cubillo del Campo. De estas canteras se extrajo la piedra utilizada en el castillo de Burgos, más tarde derruido por los franceses en la Guerra de la Independencia Española, la Casa del Cordón, el monasterio de San Pedro de Arlanza, el arco de Santa María además de la piedra caliza con la que se construyó la Catedral de Burgos, por lo que es conocido este pueblo, además de múltiples edificios de la provincia de Burgos y de toda la comunidad autónoma de Castilla y León y España.

## Cultura

### Patrimonio
En Hontoria se conserva la prisión excavada en la misma cantera (lo que los antiguos romanos llamaban latomía o latumía), utilizada más tarde como polvorín abandonado en 1994. Cerca del antiguo polvorín se encuentra el cuartel militar, hoy también abandonado.  
La ermita de San Felices, Saelices o Sanlices, de la que se conserva un ábside del siglo XII, que es posterior a la cimentación, se encuentra a la entrada del pueblo llegando desde Burgos. En ella se documentan tres ocupaciones: una prehistórica, identificada por la presencia de cerámica a mano e industria lítica; otra romana dada sobre todo la presencia de tierra sigilata y otra plenomedieval, atestiguada por los restos de la ermita románica de San Felices. La nave, reconstruida recientemente, conservaba en sus muros seis estelas funerarias romanas, que han sido datadas en el siglo II, y que se conservan en el Museo de Burgos. 
La iglesia de San Miguel Arcángel tiene tres naves y es de estilo gótico de transición con añadidos posteriores, construida en el siglo XVI. Posee varios retablos, siendo el retablo mayor rococó, y los de los laterales, uno clasicista y el otro de estilo barroco. Además conserva un retablo barroco procedente de la cercana Abadía de San Quirce. Poseía dos cuadros sobre tabla, hispanoflamencos datados a finales del siglo XV, que en la década de 1930 fueron trasladados al Museo de Burgos. Son las tablas denominadas  “La virgen de la leche” y “Milagro de San Miguel en el Monte Gargano”, de autores anónimos, del círculo de Diego de la Cruz la primera y del círculo del Maestro de Villalonquéjar la segunda.
Desde el páramo de la Pedraja se tiene una vista de todo el pueblo y del valle del río Saelices, que se une al río de Los Ausines, tributario del Arlanzón.. 
Además, esta localidad se encuentra en la Ruta de la Lana.

### Festividades
- San Miguel Arcángel, el día 29 de septiembre.